# Jerry Yang
Jerry Chih-Yuan Yang 楊致遠S (Taipei, 6 novembre 1968) è un imprenditore e informatico taiwanese naturalizzato statunitense, cofondatore, con David Filo, del portale web Yahoo.

## Biografia
Dopo aver lasciato il Paese di origine, conseguì la laurea all'Università di Stanford.
Nel 1994, quando il web era ancora agli albori, Yang creò una lista dei suoi siti preferiti e la chiamò "La guida di Jerry al world wide web" (Jerry's Guide to the World wide web). Dopo breve tempo si accorse che la sua guida era utilizzata in tutto il mondo: da qui l'idea di costruire un portale dove i siti web venivano classificati in base ai contenuti, ovvero una web directory.
Il 18 novembre 2008 si dimise dalla carica di amministratore delegato di Yahoo!, ritornando a ricoprire la carica di direttore della strategia e della tecnologia.
Il 18 gennaio 2012 lasciò Yahoo!.